# Glypta exartemae
Glypta exartemae är en stekelart som beskrevs av Walley 1934. Glypta exartemae ingår i släktet Glypta och familjen brokparasitsteklar. Inga underarter finns listade i Catalogue of Life.